# Canadair
Canadair va ser un fabricant d'aeronaus civils i militars ubicat al Canadà. Va ser la filial d'altres fabricants i, a més a més, una corporació nacional fins a la seva privatització el 1986, quan passà a ser la base de Bombardier Aerospace.

## Història

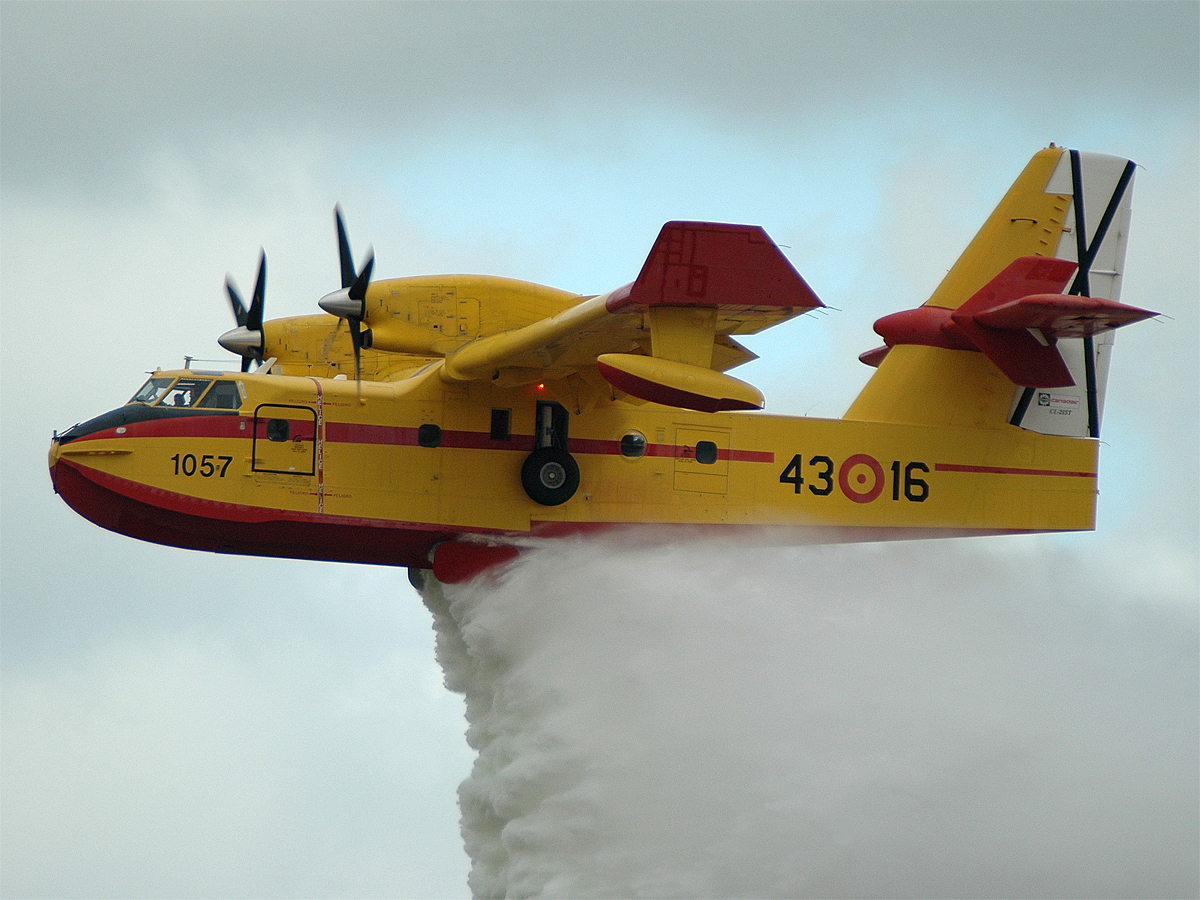
Un Canadair CL-215 de l'Exèrcit de l'Aire

Els orígens de Canadair comencen amb la fundació d'un centre de fabricació de la companyia Canadian Vickers a Saint-Laurent, un barri de Mont-real, a l'aeroport Cartierville. De fet, la primera planta de Canadair encara es troba allà, encara que l'aeroport ja no existeixi més. Consumint totes les operacions de Canadian Vickers Ltd, l'11 de novembre del 1944 es crea Canadair, com una entitat separada del govern del Canadà com un fabricant dels hidroavions de patrulla PBY Catalina per a la Real Força Aèria Canadenca. A més d'aquest contracte, hi havia un contracte de desenvolupament per produir una nova variant del Douglas DC-4. El nou Canadair DC-4M alimentat per motors Rolls Royce Merlin va sortir a la llum el 1946 com el "NORTHSTAR".
En l'època de la postguerra, Canadair compro el desenvolupament que s'estava fent en aquest moment del Douglas DC-3/C-47 sèries. El 1946, the Electric Boat Company compro una participació en el control de Canadair. Posteriorment, el 1952, les dues companyies es van fusionar per formar General Dynamics (GD). El 1954, GD adquireix a Convair i reestructura a Canadair com la seva filial canadenca.

### Nacionalització i privatització
El 1976, El govern del Canadà va adquirir a Canadair de General Dynamics. Es manté com una empresa pública federal fins que el 1986, per les seves grans pèrdues econòmiques, el govern de Mulroney el va vendre a Bombardier Inc, i va esdevenir la base de Bombardier Aerospace.
Sent part de Bombardier, Canadair va fer els avions de negocis i els avions regionals coneguts com a "Sèrie RJ" o CRJ s. Posteriorment, la marca començà a usar-se amb menys freqüència, fins que tots els nous projectes dels avions de Bombardier foren coneguts simplement com a Bombardier Aerospace.

## Llegat

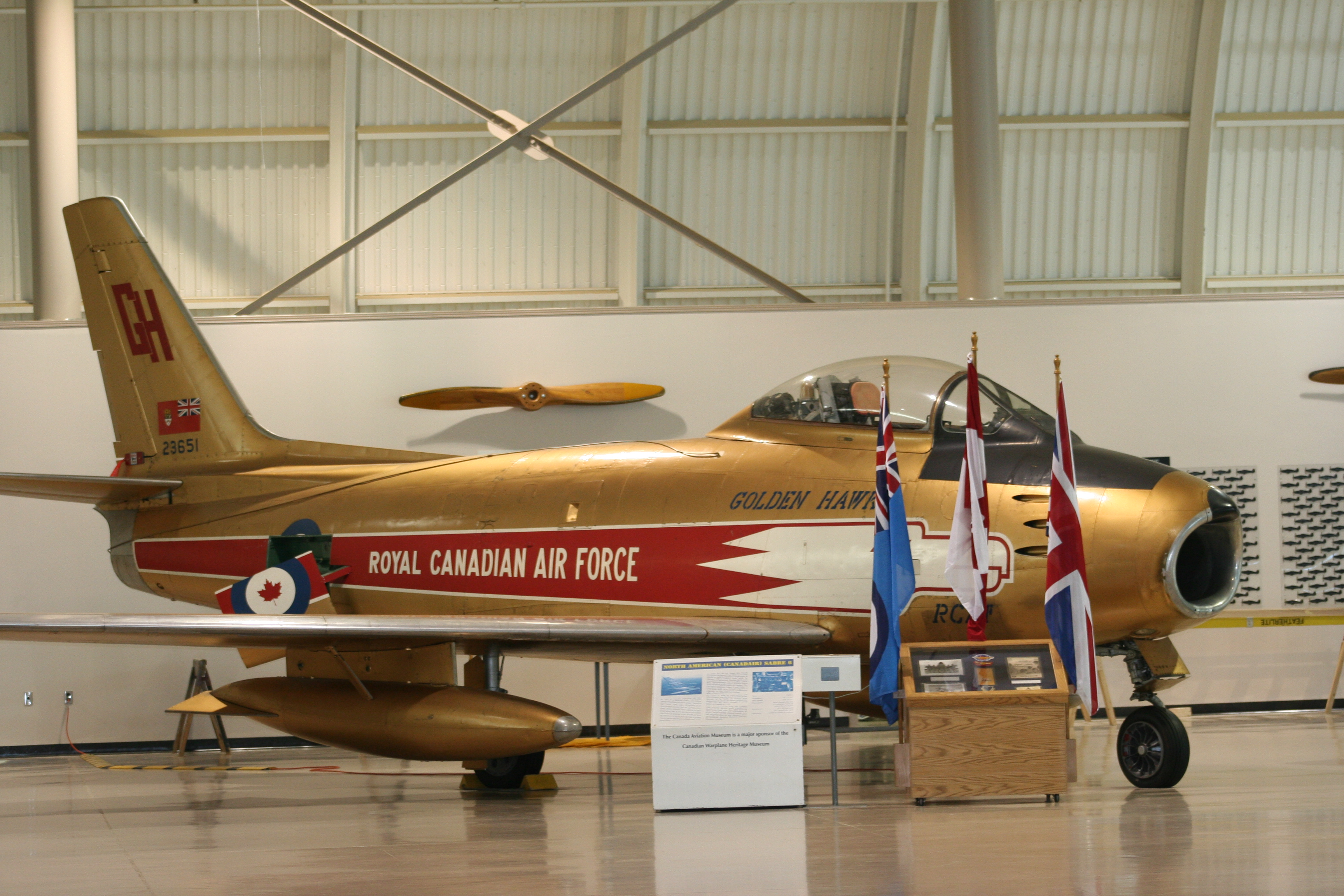
Canadair Sabre

Canadair té un rècord en fer primícies en l'aviació. El CL-44D, basat en el Bristol Britannia, va ser el primer disseny que va permetre l'accés fent oscil·lar el fuselatge posterior. El CL-89 i el CL-289 van ser els primers avions no tripulats que van estar en servei en les forces armades de diversos països. El CL-84 va ser el primer avió VTOL (d'aterratge i enlairament vertical) que girava les ales per aconseguir un enlairament vertical. El CL-215 va ser el primer avió amfibi contra incendis.
Canadair tenia diversitat en altres projectes. La divisió "Canarch" estava involucrada en disseny de façanes lleugeres per a nombrosos edificis. També produïen les cabines per a les torres de control operades per l'Administració Federal d'Aviació als Estats Units. Es van dissenyar també tractors eruga i aerolliscadors, encara que se'n van construir molt pocs.

## Productes
| Aeronau | Descripció                                     | Seients                                                                                | Data de llançament | Primer vol | Primer lliurament | Finalització de producció |
| --- | ---------------------------------------------- | -------------------------------------------------------------------------------------- | ------------------ | ---------- | ----------------- | ------------------------- |
| C-4 North Star/Argonaut/C-5 Llicència de conversió del Douglas DC-4                                                              | Transport/Aerolínia                            | Tripulació: 2-3, 52 passatgers                                                         |                    | 1946       | 1948              |                           |
| Canadair Sabre (CL-13) Llicència built North American F-86 Sabre                                                                 | Caça                                           | Tripulació: 1                                                                          | 1950               | 1969       |                   |                           |
| Canadair T-33 Shooting Star (CL-30) llicència de construcció de Lockheed T-33 Shooting Star                                      | Entrenament/ECM/Comunicació                    | Tripulació: 2                                                                          |                    | 1952       | 1952              |                           |
| CL-66/Cosmopolitan modificat Convair CV-540                                                                                      | Transport                                      | Tripulació: 2, 52 passatgers                                                           |                    | 1959       |                   |                           |
| Canadair CF-104 Starfighter/Starfighter (CL-90) llicència de construcció de Lockheed F-104 Starfighter                           | Interceptor, caça bombarder, entrenament       | Tripulació: 1-2                                                                        |                    | 1961       | 1962              |                           |
| CL-89 i CL-289 | Avions no tripulats de vigilància              | Cap                                                                                    |                    | 1964       | 1969              |                           |
| Canadair CL-215 | Avió amfibi contra incendis                    | Tripulació: 2                                                                          |                    | 1967       | 1969              |                           |
| Canadair CF-5, CF-116 Freedom Fighter, Northrop F-5 Freedom Fighter construït sota llicència. Designació de la companyia CL-219. | Fighter bomber                                 | Tripulació: 1-2                                                                        |                    | 1968       |                   |                           |
| CL-415 | Contraincendis                                 | Tripulació: 2                                                                          |                    | 1993       | 1994              |                           |
| Challenger | Avió de negocis                                | Tripulació: 2, 8 a 19 passatgers                                                       |                    | 1980       | 1986              |                           |
| CRJ -100, -200, -700, -900 i -1000 sèries                                                                                        | Jet de transport                               | Tripulació: 2 (més encarregats de vol), 50-90 passatgers                               | 1980s              | 1990s      |                   |                           |
| Bombardier BRJX | Jet de transport                               | Tripulació: 2 (més encarregats de vol) 80-120 passatgers                               |                    |            |                   |                           |
| CL-227/Sentinel | Avió no tripulat                               | Cap                                                                                    |                    | 1980       |                   |                           |
| CL-28 Argus | Reconeixement marí                             | Tripulació: fins a cinc (els vols normals també inclouen quatre tripulants de reserva) |                    | 1957       | 1980              |                           |
| CL-41 Tutor | Entrenament                                    | Tripulació: 2                                                                          |                    | 1960       |                   |                           |
| CL-84/Dynavert | Avió d'enlairament i aterratge vertical i curt | Tripulació: 2 (es poden carregar fins a 15 tropes de combat)                           | 1960               | 1965       |                   | Finals dels 60s           |
| CL-44/CC-106 Yukon | Transport                                      | Tripulació: 9, 134 passatgers                                                          | 1959               |            |                   |                           |